# Luis A. Zapata González
Luis A. Zapata González es un astrónomo mexicano. Su especialización es la formación de estrellas jóvenes en la nebulosa de Orión.

## Biografía
Estudió licenciatura en Matemáticas Aplicadas en la Universidad Autónoma de Coahuila. Su tesis fue asesorada por el Instituto de Radioastronomía y Astrofísica de la Universidad Nacional Autónoma de México (UNAM) y obtuvo el Premio Mixbaal a la mejor tesis de licenciatura en matemáticas. Su doctorado lo realizó en el Posgrado del Instituto de Astronomía de la UNAM con la tesis "Observaciones centimétricas y milimétricas de formación estelar masiva en la región OMC 1 Sur". Por dicha investigación, premio Guillermo Haro a la mejor tesis de doctorado en astronomía. Realizó una estancia posdoctoral en el Max Planck Institut Für Radioastronomie. Se desempeña como investigador titular en el Instituto de Radioastronomía y Astrofísica de la UNAM, en donde realiza investigaciones sobre la formación de estrellas y los planetas. Participa en la organización de eventos públicos de difusión de la astronomía como la Noche de estrellas, el Reto México y la Noche de la Luna.
Actualmente tomó posesión como director del Instituto de Radioastronomía y Astrofísica (IRyA) para el periodo 2019-2023, después de ser designado por la Junta de Gobierno de la Universidad Nacional Autónoma de México.

## Premios y distinciones
- The World Academy of Sciences 2014 Young Fellow, sultanato de Omán
- Reconocimiento Distinción Universidad Nacional para Jóvenes Académicos 2016